# 陳乃績
陳乃績，湖南省長沙府長沙縣人，清朝政治人物、進士出身。
光緒十六年（1890年），参加光緒庚寅科殿試，登進士二甲28名。同年五月，著主事，分部学习。